# Crash! Boom! Bang! (Lied)
Crash! Boom! Bang! ist ein Lied des schwedischen Popduos Roxette, das im April 1994 erschien.

## Entstehung und Veröffentlichung
Getextet und komponiert wurde das Lied alleine von Roxette-Mitglied Per Gessle. Für die Produktion zeichnete Clarence Öfwerman verantwortlich. Die Aufnahme des Liedes entstand in den Abbey Road Studios.
Die Erstveröffentlichung von Crash! Boom! Bang! erfolgte am 8. April 1994 bei EMI Music, als Teil des fünften, gleichnamigen Studioalbums von Roxette (Katalognummer: 7243 8 28727 2 6). Am 11. April 1994 erschien das Lied als zweite Singleauskopplung aus dem Album. Diese erschien als CD-Maxi-Single mit einer Akustikversion zu Joyride und Demoaufnahme zu Run to You als B-Seite (Katalognummer: 8650852).

## Inhalt
Crash! Boom! Bang! thematisiert die Verzweiflung des Verliebens. Die Worte „Crash! Boom! Bang!“ umbeschreiben dabei ihr empfundenes Gefühl. So meint die Sängerin im Lied, dass immer wenn sie sich verliebe dies im Herzen fühle, aber immer gegen eine Wand laufe. So sei es eben, das sei das Spiel, aber der Schmerz bleibe immer derselbe („’Cause every time I seem to fall in love. Crash! Boom! Bang! I find the heart but then I hit the wall. Crash! Boom! Bang! That’s my real middle name. It has always been the same. That’s the call, that’s the game, and the pain stays the same.“).

## Musikvideo
Das Musikvideo zur Single wurde unter der Regie von Michael Geoghegan gedreht.

## Chartplatzierungen
| ChartsChartplatzierungen     | Höchstplatzierung | Wochen |
| ---------------------------- | ----------------- | ------ |
| Deutschland (GfK)            | 31 (19 Wo.)       | 19     |
| Österreich (Ö3)              | 19 (12 Wo.)       | 12     |
| Schweden (GLF)               | 17 (10 Wo.)       | 10     |
| Vereinigtes Königreich (OCC) | 26 (5 Wo.)        | 5      |